# District de Longyang
Le district de Longyang (隆阳区 ; pinyin : Lóngyáng Qū) est une subdivision administrative de la province du Yunnan en Chine. Il est placé sous la juridiction administrative de la ville-préfecture de Baoshan.